# ヤン・フス
ヤン・フス（Jan Hus [jan ɦus] ( 音声ファイル), 1369年頃 - 1415年7月6日）は、チェコ出身の宗教思想家、宗教改革の先駆者。ジョン・ウィクリフの考えをもとに宗教運動に着手し、ボヘミア王の支持のもとで反教権的な言説を説き、贖宥状を批判し、聖書だけを信仰の根拠とし、プロテスタント運動の先駆者となった。カトリック教会はフスを1411年に破門し、コンスタンツ公会議によって有罪とされた。その後、世俗の勢力に引き渡され、杭にかけられて火刑に処された。
チェコ語 Jan Hus は、フス自身が使いはじめた生誕地の略語で、当初彼は「フシネツのヤン」（Jan Husinecký）、ラテン語で Johannes de Hussinetz として知られていた。

## 生涯

### 前半生の生活と研究
ヤン・フスは、ボヘミア地方のプラハの南南西75キロメートルにあるフシネツで生まれた。両親はチェコ人で貧しい生活を送り、フスは教会で奉公して生計を補った。
ボヘミアは神聖ローマ皇帝カール4世の時代に文化的な隆盛を迎え、プラハは独立の大司教区となり、プラハ大学（後のプラハ・カレル大学）が創設された。プラハ大司教や高位聖職者はカール4世の後ろ盾になり、宮廷で行政に携わった。
1380年代半ば頃には、フスは勉強のためにプラハに赴いた。親友となるが最後には敵対したズノイモのスタニスラフ（Stanislav ze Znojma）とは、この頃に出会った。1393年に学術学士号を、1394年に論理学士号を、1396年に学術修士号を取った。
1400年に僧職者に任命され、1401年には哲学部長、翌年にはプラハ大学の学長に任命された。
1402年にプラハのベツレヘム礼拝堂の説教者にも指名され、チェコ語で説教を行った。大司教ズビニェク・ザイーツ（Zbyněk Zajíc、1403年に就任）のもとフスは1405年には組織の説教者（synodical preacher）となった。

### ウィクリフの影響
1382年にカール4世の息子でローマ王兼ボヘミア王ヴァーツラフ4世の異母妹アンナがイングランド王リチャード2世と結婚し、その影響でウィクリフの哲学書がボヘミアにも行き渡り、広く知られるようになった。ウィクリフの哲学書は1401年か1402年に「プラハのヒエロニムス」により伝えられた。大学は新しい教義の広がりに対し反対の声を上げ、1403年にウィクリフに賛同する55の論文についての議論を禁止した。
フスは研究者として、特にウィクリフの哲学的現実主義に強く魅了された。その神学理論を知ったことにより、教会改革に向かうフスの性向が覚醒した。このため、フスは聖職者を批判することが増え、大司教は彼に与えた職を解任した。

### 大学での対立
プラハ大学の環境の発展は教会大分裂（シスマ）に大きく依存していた。ボヘミア王ヴァーツラフ4世の政策をローマ教皇グレゴリウス12世は支持しなかった。そこで王はグレゴリウス12世を見捨て、高位聖職者と大学に対して、並立する教皇を中立に支持するように命じた。しかし、大司教は教皇に忠実で、大学では中立を明言したのはフスを代表者とするボヘミア人だけだった。当時は反ウィクリフ派のドイツ人移民とウィクリフ派の土着チェック人の間で対立がおきており、プラハ大学でドイツ人の同郷団（ナツィオ、"natio"）は3つあったのに対し、チェック人のは1つしかなかった。
1409年、大学の対応に怒ったヴァーツラフ4世は、フスとチェコ人指導者の教唆を受け、クトナー・ホラにて布告を発し、大学の諸問題に対して、ボヘミア人には3票の投票権を与え、主にドイツ人同郷団等の外国人には1票しか投票権を与えないという改革を宣言した。その結果、多くのドイツ人教授、技術者、学生がプラハ大学を去り、ライプツィヒ大学を創立した。プラハはチェコの一大学となったが、この時の移住者によって、ボヘミアの異端説の名声が遠い国々まで広まった。
大司教は孤立し、フスは名声を得た。彼は学長となり、宮廷からも支援を受けた。とかくするうちにウィクリフの学術的視点は国中に広まった。

### 教皇の教書公布
大司教がグレゴリウス12世に忠実だった間は、ウィクリフの新思想に対する反対派は失望が続いていたが、大司教は対立教皇アレクサンデル5世（ピサ教会会議で選出）の拝謁に際して、ウィクリフ派がボヘミアの聖職者に騒動を持ち込んだとして告発すると、アレクサンデル5世は1409年12月20日に教書で大司教の権限を強化し、ウィクリフ主義に法的手続きをとること、すなわちウィクリフの著述を廃棄し、教義を無効とし、自由な伝道を禁止すると布告した。
教書公布後の1410年、フスは教皇に訴えたが聞き入れられず、全てのウィクリフの書物と写本が焚書となった。そして、フスとその支持者は追放された。この裁きはボヘミアの下層民の間に大変な騒乱を引き起こし、何箇所かで不穏な場面が現れた。政府はフスとその支持者を庇護し、その力は日に日に増大した。フスはベツレヘム礼拝堂で、告発に対して一層大胆な説教をした。プラハの教会は閉鎖され、教皇による禁令がプラハに発せられたが、フスらボヘミア人の運動は止まらなかった。

### 贖宥状に関する議論
大司教ズビニェク・ザイーツが1411年に死去し、ボヘミアの宗教運動は新しい局面に入った。すなわち、贖宥状に関する議論の高まりである。1411年にアレクサンデル5世の後を継いだ対立教皇ヨハネス23世は、グレゴリウス12世を庇護するナポリ王ラディズラーオ1世を制圧するために十字軍教会を派遣した。十字軍の遠征費用を賄うため、教会は贖宥状の売買を始めた。プラハでも、贖宥状の説教者は人々を教会に集め、寄進を勧めた。
フスは、ウィクリフの例を出して贖宥状に反対し、有名な改革論を書いた。1412年に、フスが発表した論文（Quaestio magistri Johannis Hus de indulgentiis）によって論争が引き起こされた。その論文は、ウィクリフの著書（De ecclesia）の最終章とフスの論文（De absolutione a pena et culpa）からの引用だった。ウィクリフとフスは、教会の名のもとで剣を挙げる権利は教皇にも司教にもなく、敵のために祈り、罵るものたちに祝福を与えるべきであると主張した。人は真の懺悔によって赦しを得、金では購うことはできないのである。この主張のため、フスは大学に留まることができなくなった。
民衆は、詐欺的な姦通者と聖職売買者の集まりのようなローマ教会よりも、フスに従うべきだと考えた。神学部の学者たちはフスの主張に反論したが、人々はヴォク・ヴォクサ・ヴァルトシュテイン（Vok Voksa z Valdštejna）によって導かれ教皇の教書を焼き捨てた。説教の途中で説教者をはっきりと否定し贖宥状を欺瞞と言った下層階級出身の3人の人が斬首された。かれらはフス派の最初の殉教者だった。
神学部はフスに司祭の試験のために、演説をし教義を提示することを要求したが、彼は拒否した。学部は55の論文を新たに異端と宣告し、フスの幾つかの論文も異端に加えた。ヴァーツラフ4世はこれらの論文を教えることを禁止したが、フスと大学のどちらが正しいとしたわけではなく、論文の異端性を最初に証明することを要求した。

### さらなる意見の相違
プラハの騒ぎは大騒動となり、ローマ教会はそれを不快と受け止めた。教皇代理で大司教のアルビックは、フスに対して教書への反対を止めるように説得を試みた。また、ヴァーツラフ4世は両派を和解させようと試みたが、失敗した。
その間にプラハの聖職者達は、ミヒャエル・デ・カウズィズを通じて、教皇に不平を訴えた。教皇は聖アンジェロ城の枢機卿に対しフスへの弾圧を命じた。枢機卿の下した罰則により、フスは大司教のもとに拘留され、フスの教会は破壊された。フスとその支持者への対応はさらに厳しくなり、「教皇ではなくイエス・キリストこそが至上の審判である」というようなフス派の主張を抑える対抗策も厳しくなった。これら厳しい対応により人々の興奮がさらに高まったので、沈静化のためヴァーツラフ4世はフスをプラハから遠ざけたが、フスがいなくなってもフス支持者の興奮は続いた。
ヴァーツラフ4世は、自国が異端として悪評を受けていることに悩みながらも、対立する両派を和解させようと努めた。1412年に国王は王国の首脳の答申を受けて、同年2月2日にチェスキー・ブロド（Český Brod）における宗教会議を召集した。宗教会議はプラハの大司教宮殿で実現し、教会内の抗争を治めるための諸発議が検討された。会議にはフス本人の参加は認められなかったが、フスは要求を伝え、ボヘミアは教会問題に関して他国と同じ自由をもつべきであり、何を認めて何を認めないかはボヘミア自身が決定すべきと訴えた。これは総じてウィクリフの教義である。両派の合意は得られなかった。フスは「たとえ火あぶりの杭の前に立たされても、私は決して神学部の忠告を受け入れないだろう」と書いている。
この宗教会議の成果は少なかったが、ヴァーツラフ4世は両派の和解の継続を命じた。大学教授達は、フスとその支援者に「彼らの教会の概念」を是認するよう要求し、教皇は教会の頭であり、枢機卿は教会の胴体であり、信徒は教会の全ての規制に従わなければならないとした。フスは、それは教会を教皇と枢機卿だけのものにする考え方だとして、強硬に抗議した。一方でフス派は相手側の主張も受け入れるよう努力し、「ローマ教会に従わなければならない」という主張に対して、「敬虔なキリスト教徒として恥じない限り」の一文を付け加えた。しかし、スタニスラフ・ツェ・ツノイマとシュテファン・パレチはこのフス派の書き足しに抗議し、会議から退席した。王は2人を追放し、代わりの委員を立てた。
これら議論の途中で、フスが教会を論じた『教会論』（De ecclesia）が何度も引用され、賛否両論の意見を浴びた。この著作は、最初の10章まではウィクリフの同名の著作の要約で、続く章では同じくウィクリフの著作（De potentate pape）の摘要を受け継ぐものである。ウィクリフは「教会は聖職者だけで構成される」という一般的な考えに対抗して著作を記したが、フスも同じ立場に立たされていた。フスは、論文をオーストリア近くのコジー・フラーデク（ツィーゲンブルク Ziegenburg）にある彼の庇護者の居城で著した。原稿はプラハに送られ、ベツレヘム礼拝堂において大衆の前で発表され、これに対して、スタニスラフ・ツェ・ツノイマとシュテファン・パレチとが同名の論文を著して対抗した。 この2名の猛烈な敵手がプラハを去った後は、論文の発表の場はフスの支持者だけで埋め尽くされた。 フスは、論文を書くとともにコジー・フラーデクの近郊で説教をした。
ボヘミアのウィクリフ主義は、ポーランド・ハンガリー・クロアチア・オーストリアに伝播したが、このときには教皇の宮殿で特別な動きは無かった。しかし、1413年にローマで評議会が開かれ、ウィクリフの著作は異端とされて、それらを燃やす命令が下った。

### コンスタンツ公会議

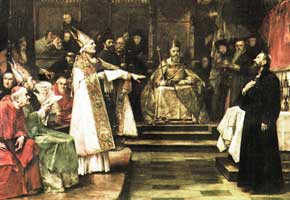
コンスタンツ公会議でのヤン・フス

3人の教皇が並立するという教会大分裂を収束させ教会を正常化するために、1414年11月1日にコンスタンツ公会議が召集された。公会議を召集したローマ王（ドイツ君主）兼ハンガリー王ジギスムントはヴァーツラフ4世の弟で子供の無い彼の後継者にあたるが、国から異端者を無くしたいと強く願っていた。ジギスムントがフスも招待したので、全ての議論を決したいと願うフスは喜んでコンスタンツへの訪問を決めた。ジギスムントは、会議中の彼の身の安全を保障した。フスのいつもの説教から判断すると、彼は明らかに自分の教義（つまりウィクリフの教義）を教会の教父達に説こうとしていた。教義の正統性を示す十分な供述を準備し、自らの死を予見したかのように遺書をしたためた後、1414年10月11日、フスは旅立った。
11月3日にフスがコンスタンツに到着すると、翌日には教会の扉に「異端者フスの討論相手はニェメツキー・ブロトのミハル（Michal z Německého Brodu）である」と公示された。最初、フスは自由に住居を決められたが、フスの敵対者が悪いうわさを広めたため、フスは聖堂参事会員の邸宅につれられ、その後12月8日に、ドミニコ修道院の地下牢に入れられた。ジギスムントはフスの安全保障が無視されたことに激怒し、 高位の聖職者を解任しようとしたが、その場合は議会も解散しなければならないので、結局はなりゆきに任せた。 
12月4日、教皇は3人の司教からなる委員会にフスの予備調査を委任した。告発者側は3人の証言者が尋問されたが、フスには1人の証言者も認められなかった。退位を迫られてコンスタンツから逃亡していた教皇ヨハネス23世がついに廃位されたことにより、フスの状況はさらに悪化した。これまでフスの身柄は教皇の監視下におかれ知人との連絡が可能だったが、廃位後、彼の身柄はコンスタンツの大司教の元に渡され、大司教の居城であるライン川のゴットリーベン城に送られた。そこでフスは、知人との連絡を絶たれ、昼夜を問わず鎖につながれ、わずかな食事だけを与えられ、病にも苦しみながら73日間にわたり幽閉された。

### フスの審判
公判のためにフスはフランシスコ会の修道院に移され、そこで人生最後の数週間を過ごした。1415年6月5日に初公判が開かれた。フスは、パレツ等に対抗した教会論を自著と認め、「もし自分が間違っていると証明されれば喜んで改める」と宣言した。公判では、フスには、自分に対する非難に短く要約して答えることしか許されなかった。彼はウィクリフを崇拝しており、自分の魂もいつかウィクリフと同じところに昇りたいと認めたものの、ウィクリフの聖餐論や45箇条の教義を擁護したことは否定した。
ジギスムントは異端者を擁護はしたくなかったので、フスに公判で罪を認め慈悲を請うようにと忠告した。6月8日の最後の裁判で、非難者側によって39項に及ぶ記述が読み上げられた。そのうち26項はフスの教会論から抜粋した記述で、7項はパレツに対抗するフスの論文からの抜粋で、残る6項はスタニスラフ・ツェ・ツノイマに対する論文からの抜粋だった。非難者側は、これらの教義が世の中に危険であると一文ずつ説明し、ジギスムントがフスに悪感情を持つように煽った。フスは再び、もし彼が間違っていると証明されたら従うと宣言し、より公平な審判と、彼の主張の理由を説明する時間を求めた。
しかし、フスはその場で4項目を認めるように要求された。
1. 彼が今まで主張してきたことは誤っていた。
2. 今までの主張を将来も放棄する。
3. 今までの主張は撤回する。
4. 今までの主張と反対のことを正しいと認める。

フスは、「今まで教えたこともない教義の撤回などできない」と答え、公判の非難は誤解に基づいており、己の良心に反する行動は取れないと訴えた。このようなフスの言動は、公判で好意的には受け取られなかった。
6月8日の公判の後、フスを翻意させるように数回の審問が行われたが、フスの意思は変わらなかった。ジギスムンドは政治的に判断し、フスがボヘミアに帰るのは危険で、異端者の処刑はみせしめとしていくらかの効果があると考えた。フスはすでに生き永らえる希望は持っておらず、心中では殉教を望んでいた。

### 有罪の宣告そして焚刑
フスの判決は7月6日、公会議の参加者を大聖堂に集めた荘厳な場面で宣告された。荘厳なミサと聖餐式の後、フスが大聖堂に連れ込まれた。ローディの大司教が、異端を撲滅する義務について説教を行った。そして、フスとウィクリフが行った異端の一部と、これまでのフスの裁判の報告が読み上げられた。フスは何度か大声で抗議した。キリストに対する訴えまでもが異端的として禁じられたとき、彼は「神と主キリストよ、審査会は私たちを虐げるときに、いつも主なる神を裁きの理由に挙げてきた。それなのに、いまや審査会は自らの行動と法すらも異端と断じようとしている」と叫んだ。そして、フスと彼の論文に対する有罪判決文を読み上げられると、フスは再び「今でも自分の望みは正しく聖書にしたがって裁かれることだけだ」と大声で抗議した。そしてフスはひざまずいて、敵対する全ての人を許すように、低い声で神に祈った。
その後、聖職剥奪が行われた。フスは聖職者の法衣に着替えさせられ、再び主張を撤回するよう求められた。彼が再び断ると法衣を剥ぎ取られ、聖職者としての剃髪は乱され、聖職者の権利は全て剥奪され世俗の力に引き渡されるとの宣言が読み上げられた。フスの頭には「異端の主謀者」と書いた高い紙帽子がかぶせられた。

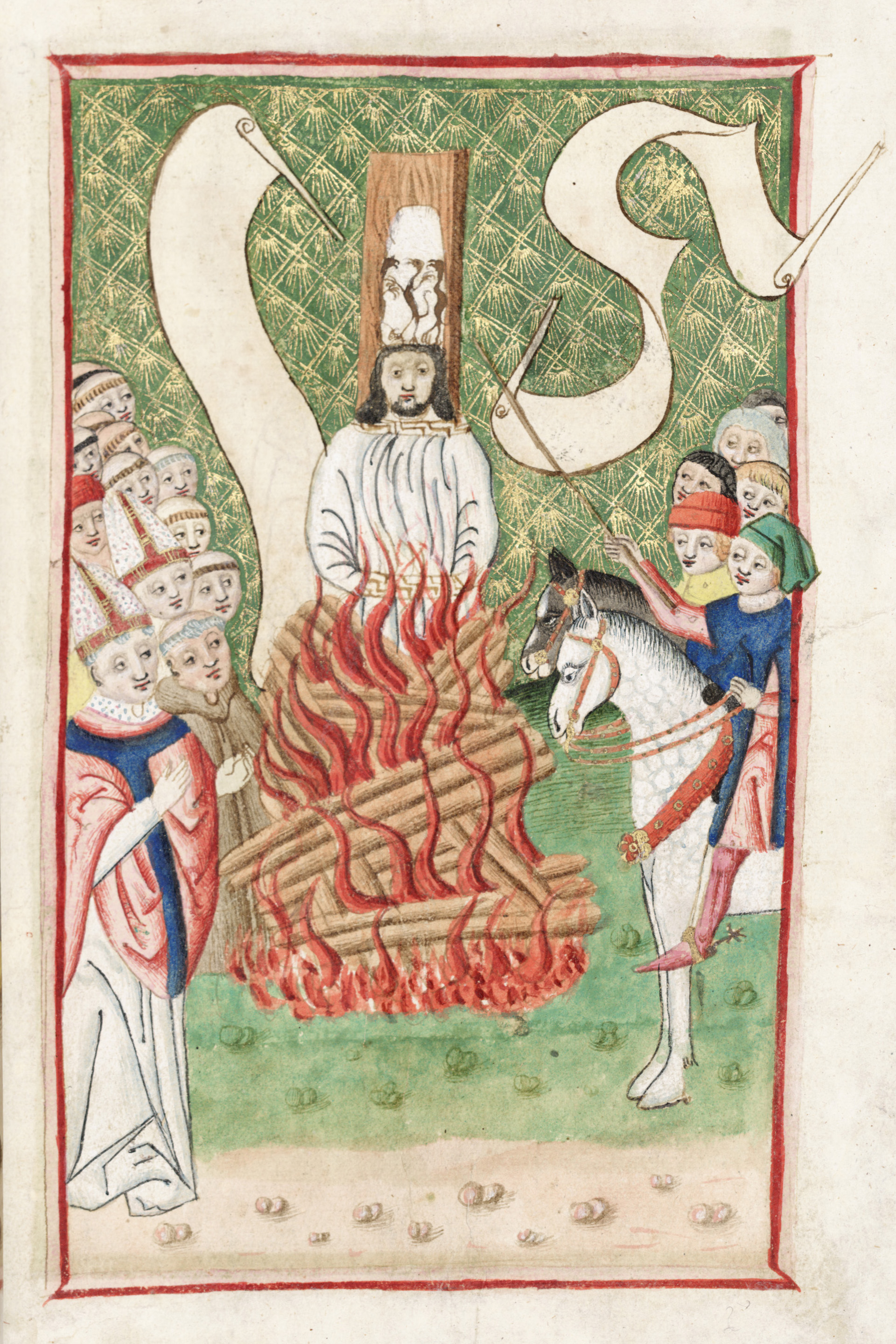
杭にかけられて焼かれるフス

フスは、武装した男たちによって火刑の柱に連れて行かれた。処刑の場でも彼はひざまずき、両腕を広げ、声高に祈った。フスの告解を聞いて許しを与えよという人もいたが、司祭は、異端者の告解は聞かないし許しも与えない、と頑固に断った。死刑執行人はフスの衣類を脱がし、両手を後ろ手に縛り、首を柱に結び付け、彼の首の高さまで薪とわらを積み上げた。最後になって、ジギスムントの家臣フォン・パッペンハイム伯は、フスに主張を撤回して命乞いするようにすすめた。
しかしフスは「私が、間違った証言者に告発されたような教えを説いていないことは、神が知っておられる。私が書き、教え、広めた神の言葉の真実とともに、私は喜んで死のう」と述べて断った。火がつけられると、フスは声を高めて「神よ、そなた生ける神の御子よ、我に慈悲を」と唱えた。これを3回唱え「処女マリアの子よ」と続けた時、風が炎をフスの顔に吹き上げた。そして、フスを悪魔とみなす敬虔な老婆がさらに薪をくべると、“O, Sancta simplicitas”（おぉ、神聖なる単純よ）と叫んだ。彼はなおも口と頭を動かしていたが、やがて息をひきとった。フスの衣類も火にくべられ、遺灰は集められて、近くのライン川に捨てられた。

### 名誉回復
1999年にローマ教皇ヨハネ・パウロ2世はフスについて「残酷な死をもたらしたことへの深い後悔」を示しフスの死に「深い悲しみ」を加えて「道義的勇気」をたたえた。チェコ共和国のミロスラフ・ヴルク枢機卿はこの時の声明の作成に尽力した。

## フスの著作、教え
チェコにおいて、フスは生前は預言者または使徒として尊敬され、死後は聖者あるいは殉教者として崇拝された。一方で、プラハ大学や教会の敵対者と争う中で、さまざまな中傷や非難を受けることもあった。
フスはウィクリフの著作（Trialogus）を翻訳し、神の聖体、教会、教皇に関するウィクリフの理論や、とりわけ説教に関する理論には精通していた。フスの教義の根幹は次のような考えだが、これはウィクリフが書いた教会と教皇の力に関する本に含まれている。
本来の教会は、一般に教会が主張する階層制度ではない。教会は、時をこえて救世を運命づけられた人の聖体であり、その長は教皇ではなくキリストである。教皇に従えば救済を受けられるなど、神の教義の条文には書いてない。さらに、形式的に教会に所属することや、教会の職務や職位は、その人が真実の教会の一員であることを保証はしない。
フスの学識は幅が限られており、ほとんどがウィクリフの理論だった。フスの説教では、ウィクリフの言葉をほとんどそのまま使って、教会や聖職者・僧侶の堕落や、世俗の人の義務などについて述べた。フスの代表的な3つの説教（De suffcientia legis Christi, De fidei suae elucidatione, De pace）もウィクリフの説教の正確な再現であった。フスはコンスタンス公会議をも、この説教によって説得しようと考えていた。またウィクリフに従って予定説を論じたが、ウィクリフとは異なって聖職位階制に対しては否定しなかった。
フスの著作のほとんどは、ズノイモのスタニスラフおよびシュテファン・パレチとの討論のための論述文で、厳密な意味で改革書といえる著作はほとんどなかった。

### 日本語訳
- 『「教会論」　宗教改革著作集　第1巻．宗教改革の先駆者たち』中村賢二郎訳、教文館 出版部、2001年7月、他はオッカム、ウィクリフ

## 影響

### フス戦争
1419年のヴァーツラフ4世の死後にジギスムントがボヘミアを相続することになると、ボヘミアのフス派はいよいよ反抗的になり、ジギスムントはボヘミア征服のために十字軍を結成しフス戦争がおこった。フス派はヤン・ジシュカ率いる急進的なターボル派を中心としてジギスムントの十字軍を撃退し、国王の廃位を宣言してフス派のボヘミア国家を事実上実現させたが、やがて内部分裂が起こりターボル派は壊滅、穏健派のウトラキストが中心となってジギスムントと和解し彼を国王として認め、バーゼル公会議でカトリック教会に復帰した。

### ターボル派
15世紀初頭の10年間に、ウィクリフ主義はボヘミアの土壌に移植されて広まった。ウィクリフ主義はフスの死までに、いわゆるフス主義として維持され、それからウトラキストに転じ、さらにターボルを拠点とするターボル派につながった。
フスはコンスタンス公会議で「ウィクリフの聖餐に関する考えには賛同しない」と主張したが、それが事実かは確かでない。ボヘミアの土壌で、ウィクリフの聖餐論は広く受け入れられた。まず、主の晩餐についてのウィクリフの教義は、1399年にはプラハにも広まったと考える根拠がある。聖餐論は1403年に禁止されたが、その後もさらに広がりをみせ、フスもそれを説き教えていた。 ただし、フスはウィクリフの聖餐論を単に説明しただけで、賛同はしていなかったという可能性も考えられる。この後に、聖餐論の教義は急進的なターボル派の一党を強く惹きつけ、ターボル派の唱える教義の中核となった。
フスの支持者はフス派として知られる。フス死後もボヘミアではフスの人気は根強く、貴族たちの間では反カトリックの同盟が結成された。

### 文学史
フスはまた、その広範な書物によりチェコ文学史における突出した立場を得た。フスは、一つの記号でそれぞれの音を表すため、チェコ語の綴りに特殊記号（特にハーチェク (háček); č, š, ž, ř, ěなど）を使用し始めた人物でもある。今日、フスの言葉はプラハの旧市街広場（Staroměstské náměstí）で見ることができる。
- チェコ語アルファベット
- ボヘミア語の正書法について

### 真実は勝つ

チェコ共和国大統領府の旗。国章に「真実は勝つ（Pravda vítězí）」のモットーがあしらわれている。

フスは処刑される直前に、もし異端であることを認めれば命は助けるという要請を拒否し、処刑されたが、彼の最期の言葉は「真実は勝つ（チェコ語: Pravda vítězí）」だったとチェコ人の間に伝わり、外国支配の続いたチェコ人のよりどころとなり、1920年にチェコスロバキアが独立すると国の標語となった。プラハ城に国章に「真実は勝つ」とのモットーがついた旗が掲揚された。
1967年のプラハの春ではこの旗は剥ぎ取られたが、『憲章77』では「真実に生きる者のために真実は勝つ」という標語があり、1989年のビロード革命ではヴァーツラフ・ハヴェルは「愛は憎しみを、真実は虚偽を征服しなければならない」というスローガンを唱えた。以降は、1992年までラテン語の「Veritas vincit」が標語となった。チェコとスロバキアに分離（ビロード離婚）するとチェコ語のものが国の標語となり大統領府の旗に使用されている。

## 文献
- プラハの異端者たち 中世チェコのフス派にみる宗教改革　薩摩秀登 現代書館,1998.8.叢書歴史学への招待